# ロケットスタジオ
株式会社ロケットスタジオ (英: Rocket Studio, Inc.) は日本のゲーム開発会社。1999年3月設立。本社は北海道札幌市。代表取締役は元ハドソンの竹部隆司。

## 主な製品（企画・開発タイトル）
- N.U.D.E.@（Xbox） マイクロソフト
- 五分後の世界（PlayStation 2） メディアファクトリー
- グランディアII（PlayStation 2） スクウェア・エニックス
- 北へ。Diamond Dust（PlayStation 2） ハドソン
- カルドセプト サーガ（Xbox 360） バンダイナムコゲームス
- 獣神伝 アルティメットビーストバトラーズ（ニンテンドーDS） コナミデジタルエンタテインメント
- 海腹川背Portable（PSP）マーベラスエンターテイメント
- ドラゴンクエスト モンスターバトルロード（アーケード） スクウェア・エニックス
- ドラゴンクエスト モンスターバトルロードII（アーケード） スクウェア・エニックス
- ドラゴンクエスト モンスターバトルロードビクトリー（Wii） スクウェア・エニックス
- プチコン（DSiウェア） スマイルブーム
- ケモノミクス Kemonomix（DSiウェア）　ロケットスタジオ
- ルミネス エレクトロニックシンフォニー（PS Vita）　ユービーアイソフト
- 超速変形ジャイロゼッター（アーケード） スクウェア・エニックス
- バンドリ! ガールズバンドパーティ! for Nintendo Switch ブシロード
- 建築パズル（Windows）
- ソルクレスタ（Nintendo Switch,PS4,Steam）プラチナゲームズ
- AMAZING BOMBERMAN アメージング ボンバーマン（Apple Arcade）コナミデジタルエンタテインメント
- METAL GEAR SOLID: MASTER COLLECTION Vol.1（Nintendo Switch,PS4,PS5,Xbox Series X/S,Steam）コナミデジタルエンタテインメント
- 桃太郎電鉄ワールド 〜地球は希望でまわってる!〜（Nintendo Switch）コナミデジタルエンタテインメント
- ROAD59 -新時代任侠特区- 摩天楼モノクロ抗争（Nintendo Switch,Steam）ブシロードゲームズ

## 製品について
同社が開発を行った「カルドセプト サーガ」では、品質の問題により販売休止となる事態が発生した。
また、「海腹川背Portable」においては、様々な不具合・バグなどの存在により非常に低い評価となっている。詳しくは当該記事参照。